# طوخ مزيد
طوخ مزيد إحدى قرى مركز السنطة التابع لمحافظة الغربية بجمهورية مصر العربية.

## التاريخ
قرية طوخ مزيد من القرى القديمة، حيث وردت باسم «طوخ مثور» في أعمال الغربية ضمن قرى الروك الصلاحي التي أحصاها ابن مماتي في كتاب قوانين الدواوين، كما وردت باسم «طوخ متور طوخ بني مزيد» في أعمال الغربية ضمن قرى الروك الناصري التي أحصاها ابن الجيعان في كتاب «التحفة السنية بأسماء البلاد المصرية». وفي تاريخ 1228هـ/1813م الذي عدّ قرى مصر بعد المسح الذي قام به محمد علي باشا باسم «طوخ مزيد» ضمن قرى مديرية الغربية. يوجد في القرية مئذنة سيدى فخر الدين الأثرية التي أنشئت سنة 1912.

## السكان
بلغ عدد سكان طوخ مزيد 11,909 نسمة حسب تقدير عام 2018.
| السنة  | 1882 | 1897 | 1907 | 1927 | 1947 | 1960 | 1976 | 1986 | 1996 | 2006  | 2018   |
| ------ | ---- | ---- | ---- | ---- | ---- | ---- | ---- | ---- | ---- | ----- | ------ |
| القرية | 1373 | 2234 | 2626 | 3099 | 3207 | 4124 | 6602 | 6461 | 7588 | 8,831 | 11,909 |